# Andrea Scotti
Andrea Scotti (* 27. August 1931 in Neapel; † 21. Dezember 2003) war ein italienischer Schauspieler.

## Leben
Scotti besuchte das Centro Sperimentale di Cinematografia, das er 1956 abschloss. 1955 gab er noch während seiner Ausbildungszeit in Lo scapolo sein Filmdebüt in einer Nebenrolle; trotz eines fotogenen Äußeren und in der Regel überzeugenden Darstellungen schaffte Scotti, mittelgroß und braunhaarig, den Durchbruch zum Hauptdarsteller während seiner lang anhaltenden Karriere in fast 100 Rollen bis 1979 nicht. Er war aber in zahlreichen populären Genrefilmen, zunächst mythologischen und anderen Abenteuerfilmen, später Italowestern und Polizeifilmen, als meist zögernde positive oder feige negative Figur zu sehen.
Ein häufig verwendetes Pseudonym Scottis war Andrew Scott.

## Filmografie (Auswahl)
- 1956: Lo scapolo
- 1958: Rebell ohne Gnade (Capitan Fuoco)
- 1960: Königin der Barbaren (La regina dei tartari)
- 1960: Die Liebesnächte des Herkules (Gli amori di Ercole)
- 1960: Seddok – Der Würger mit den Teufelskrallen (L’Erede di Satana)
- 1961: Hochwürden Don Camillo (Don Camillo monsignore … ma non troppo)
- 1962: Zorro gegen Maciste – Kampf der Unbesiegbaren (Zorro contro Maciste)
- 1963: Mit Colt und Maske (Il segno del Coyote)
- 1963: Die Sklavinnen von Damaskus (L’eroe di Babilonia)
- 1964: Das war Buffalo Bill (Buffalo Bill, l’eroe del Far West)
- 1964: Das Gesetz der Zwei (I due violenti)
- 1964: Herkules gegen die Tyrannen von Babylon (Ercole contro i tiranni di Babilonia)
- 1965: Kampf um Atlantis (Il conquistatore di Atlantide)
- 1965: Ein Loch im Dollar (Un dollaro bucato)
- 1965: Pistoleros (All'ombra di una colt)
- 1966: Django – schwarzer Gott des Todes (Starblack)
- 1967: Django – der Bastard (Per 100.000 dollari t’ammazzo)
- 1967: Escondido (El Desperado)
- 1967: Der Sohn des Django (Il figlio di Django)
- 1967: Stinkende Dollar (Le due facce del dollaro)
- 1968: Ein Colt für hundert Särge (Una pistola per cento bare)
- 1968: Django – ich will ihn tot (Lo voglio morto)
- 1968: Django und die Bande der Gehenkten (Preparati la bara!)
- 1968: Django, wo steht Dein Sarg? (T’ammazzo! … Raccomandati a Dio)
- 1968: Sartana – Bete um Deinen Tod (… Se incontri Sartana prega per la tua morte)
- 1968: El Zorro (El Zorro)
- 1970: Adios, Sabata (Indio Black, sai che ti dico: Sei un gran figlio di …)
- 1970: Shangos letzter Kampf (Shango la pistola infallibile)
- 1971: 1000 Dollar Kopfgeld (Il venditore di morte)
- 1972: Fünf Klumpen Gold (Tutti fratelli nel West … per parte di padre)
- 1972: Die Söhne der Dreieinigkeit (I 2 figli dei Trinità)
- 1973: Der Clan der Killer (Un tipo con una faccia strana ti cerca per ucciderti)
- 1973: Mamma mia è arrivato Così Sia
- 1973: Number One
- 1973: Vier Teufelskerle (Campa carogna … la taglia cresce)
- 1979: Horrorsex im Nachtexpreß (La ragazza del vagone letto)